# Négociation Responsable
 (février 2021).
 (février 2021).
 (février 2021).
Sa qualité peut être largement améliorée en utilisant un vocabulaire plus directement compréhensible.
 (février 2021).
La mise en forme du texte ne suit pas les recommandations de Wikipédia : il faut le « wikifier ».
Les points d'amélioration suivants sont les cas les plus fréquents :
- Les titres sont pré-formatés par le logiciel. Ils ne sont ni en capitales, ni en gras.
- Le texte ne doit pas être écrit en capitales (les noms de famille non plus), ni en gras, ni en italique, ni en « petit »…
- Le gras n'est utilisé que pour surligner le titre de l'article dans l'introduction, une seule fois.
- L'italique est rarement utilisé : mots en langue étrangère, titres d'œuvres, noms de bateaux, etc.
- Les citations ne sont pas en italique mais en corps de texte normal. Elles sont entourées par des guillemets français : « et ».
- Les listes à puces sont à éviter, des paragraphes rédigés étant largement préférés. Les tableaux sont à réserver à la présentation de données structurées (résultats, etc.).
- Les appels de note de bas de page (petits chiffres en exposant, introduits par l'outil «  Source ») sont à placer entre la fin de phrase et le point final[comme ça].
- Les liens internes (vers d'autres articles de Wikipédia) sont à choisir avec parcimonie. Créez des liens vers des articles approfondissant le sujet. Les termes génériques sans rapport avec le sujet sont à éviter, ainsi que les répétitions de liens vers un même terme.
- Les liens externes sont à placer uniquement dans une section « Liens externes », à la fin de l'article. Ces liens sont à choisir avec parcimonie suivant les règles définies. Si un lien sert de source à l'article, son insertion dans le texte est à faire par les notes de bas de page.
- La présentation des références doit suivre les conventions bibliographiques. Il est recommandé d'utiliser les modèles {{Ouvrage}}, {{Chapitre}}, {{Article}}, {{Lien web}} et/ou {{Bibliographie}}. Le mode d'édition visuel peut mettre en forme automatiquement les références.
- Insérer une infobox (cadre d'informations à droite) n'est pas obligatoire pour parachever la mise en page.

Pour une aide détaillée, merci de consulter Aide:Wikification.
Si vous pensez que ces points ont été résolus, vous pouvez retirer ce bandeau et améliorer la mise en forme d'un autre article.
La Négociation Responsable (NR) ou Négociation Basée sur les Intérêts Globaux (NBIG) est un dispositif où chaque protagoniste est appelé à assurer le leadership d'une partie des discussions et à utiliser la puissance des technologies numériques pour inventer un accord. Celui-ci doit satisfaire les intérêts économiques, sociaux et environnementaux des acteurs présents et absents à la table des négociations, qu'ils soient humains ou non humains. 
Cette méthode vient compléter les choix d’une stratégie compétitive (négociation distributive) ou collaborative (négociation intégrative) que tout négociateur effectue consciemment ou non dans le but d’atteindre un accord. 
L’élaboration de cette nouvelle méthode est dû aux effets provoqués par l’ère numérique sur les interactions. L’immédiateté du transfert d’information induit en effet à la fois une hyper-transparence et une hyper-opacité :
- Une hyper-transparence car lorsque tout le monde peut enregistrer et diffuser sur Internet les propos de tous, plus rien n’est durablement secret et les frontières entre vie privée et publique sont floues.
- Une hyper-opacité car seul un très petit nombre de personnes sont capables de comprendre et maitriser les algorithmes qui gouvernent, stockent voire transforment les informations qui circulent ;

Ce flux permanent polarise les points de vue des parties prenantes, favorisant les positions extrêmes et compétitives.
La NR est ainsi une alternative aux risques d’affrontements qui sont démultipliés à l’ère des réseaux sociaux.
La NBIG s’inscrit dans la logique de la négociation raisonnée qui vise des accords dits gagnant-gagnant. La NR englobe cette approche. Elle l’élargit à tous les acteurs qui sont concernés par les accords en discussion et non plus au seuls signataires présents ou représentés. Cette formulation d’accord Gagnant-présents/Gagnant-absents se fait selon les normes de la Performance Responsable qui décline les critères d’évaluation d’une négociation selon la triple dimension regroupant l’économique, le sociétal et l’environnemental.  
La NBIG est une négociation dite inclusive par sa dynamique d’invitation de tous les acteurs concernés au sein des échanges et dans la construction du protocole d’accord.Elle est adaptée à tous les types de discussion que ce soit dans le cercle familial et amical, la scène de la vie courante, le monde professionnel et citoyen ou sur sphère politique multilatérale.

## Une recherche d’accords Gagnants-présents/Gagnant-absents
Si la Négociation distributive vise les accords Gagnant/Perdant et la Négociation intégrative mène un jeu Gagnant/Gagnant entre signataires, la NR inclut dans les débats toutes les parties prenantes qui ont un intérêt dans la partie. Les accords Gagnants-présents/Gagnant-absents qui sont élaborés intègrent dans la controverse tous les types d’acteurs : humains et non-humains. Ces derniers se répartissent en acteurs organiques (faune, flore) et non organiques (océans, fleuves, patrimoines culturels, ressources minières, tissus industriels, artéfacts, algorithmes…). Les intérêts des non-humains sont défendus par des représentants existant par leurs militantismes citoyens ou par leurs engagements dans un secteur d’activité professionnel ou par une position étatique. En cas d’absence de porte-voix pour certains de ces acteurs sans paroles, plusieurs négociateurs présents exposent le point de vue de ces parties prenantes. La NR est inclusive de tous les acteurs qui sont susceptibles d’entraver les accords, de les renier ou encore d’en saboter la mise en œuvre. 

## Une entente autour de la Performance Globale
La NBIG fait co-construire le cadre des accords Gagnants-présents/Gagnant-absents entre tous les acteurs. Elle incline leurs valeurs propres vers la référence de la Performance Globale. Les critères économiques, sociétaux et environnementaux sont discutés deux à deux (économiques-sociétaux, économiques-environnementaux, sociétaux- environnementaux) avant d’être reportés dans un document final en triptyque. Aucun type de critères ne peut annihiler un autre, les trois dimensions sont conservées dans les accords finaux. 

## Une obligation de leadership partagée
La NR anticipe les rivalités de leadership en co-déterminant entre les acteurs présents les moments clés où chaque partie prenante tiendra successivement le rôle de leader (définition du cadre, analyse des enjeux, animation de la controverse, communications externes, sortie des impasses, élaboration du document final, recueil des signatures, mise en œuvre des premiers accords, etc.). Ce leadership partagé est une éducation permanente des différentes parties prenantes à mieux tenir son rôle de négociateur : être un organisateur des débats, un contributeur actif de solutions autant qu’un évaluateur et un arbitre sur les choix à mettre collectivement en œuvre.

## Une inclusion de toutes les parties prenantes
La NBIG recherche le champ des accords durables en incluant dans le processus de rencontre tous les acteurs pouvant susciter un blocage ou une dénonciation des accords. La NR s’instruit de la Théorie de l’Acteur-réseau (ANT) pour que chaque partie prenante puisse traduire les positions de chaque protagoniste, humain et non humain, à travers la controverse dont tiendront compte les protocoles d’accords. 

## Une logique de dissuasion latente et d’inclusion explicite
La Performance Globale est le référentiel de la NR. De fait, elle développe la notion de Communs entre parties prenantes réunies autour d’un accord-cadre durable. La NBIG intègre les travaux d’Elinor Ostrom qui recommande d’identifier les acteurs hostiles à l’établissement, le maintien et l’enrichissement des Communs que constitue tout accord responsable. Cette logique de coopération et de protection induit la double proposition de la NR : constructive et défensive. En plus de son offre d’inclusion explicite, la NR garde en visibilité tous les moyens de dissuasion envers les protagonistes qui maintiennent une stratégie de pourrissement ou ceux qui se confortent dans une position de free riders (passager clandestin).

## Une nécessité de coalition
Pratiquer la NBIG implique la recherche d’allié.e.es avant de se conforter en une coalition autour de ses principes fondateurs. L’obligation de marcher vers la triple dimension de l’économique, du sociétal et de l’environnemental oblige à un perpétuel rééquilibrage des débats entre ces trois lignes d’objectifs chez ses promoteurs avant d’en faire modèle auprès des autres parties prenantes. 
La négociation inclusive impose également un équilibre entre les différents codes culturels des négociateurs. Chaque coalition bénéficie donc au cours des rencontres d’une position de référent. Ce leadership partagé se négocie entre parties selon les motivations, les autorités, les pouvoirs de chacun et en fonction de l’actualité.

## Un processus à distance et en présentiel
La gestion d’une négociation étape par étape est remise en question par les outils du numérique. Les interactions permanentes font que toute négociation à peine signée peut déclencher d’autres débats jusqu’à sombrer dans la négomanie. La hiérarchie des influences entre le présentiel et le distanciel varie fortement selon l’actualité. La NR prend une fractale comme référence pour orienter les débats dans ce chaos. Cette figure est indépendante des travaux menés. Elle permet à chaque partie prenante d’identifier la position commune de négociation.
La Négociation inclusive rompt avec la notion d’étape et d’agenda. S’il existe bien une ouverture des échanges et une clôture par une première signature, l’ère numérique invalide toute segmentation chronologique du type des 5C (Contact, Conciliation, Confrontation, Conciliation Conclusion). Les rounds successifs en présentiels et les échanges à distance oscillent entre quatre figures : 
- les points focaux où les rapprochements s’opèrent entre parties concernées ;
- les  turning points où une issue est en vue ;
- les impasses où certains acteurs entraînent le processus ;
- les points de bascule qui permettent la sortie de l’impasse par de nouveaux rapprochements déterminant d’autres turning points.

La méta-communication qui consiste à informer autant les acteurs présents que ceux absents de ces avancées des accords selon ces quatre positions participent du dispositif facilitant l’implication constructive des acteurs. La circulation d’un modèle d’accord entre toutes parties prenantes ou son affichage sur un outil collaboratif facilite la conversion des bad buzz en alternatives potentielles.

## Une volonté d’enclencher la mise en œuvre d’accords globaux
La créativité est mobilisée pour faire signer un premier accord, y compris non contraignant, pour entrainer les acteurs à prendre des décisions et commencer à les appliquer tout en continuant les négociations. 
La recherche d’inclusion est facilitée par la libre circulation d’une ébauche de protocole qui sert à faire émerger les premiers points de mise en applications économiques, sociétaux et environnementaux sans attendre d’obtenir des accords exhaustifs dans ces trois dimensions.